# Idrodelhayelite
L'idrodelhayelite è un minerale.